# 拉德羅斯
拉德羅斯（Ladros）是托爾金小說中土大陸的虛構高地，位於多索尼安（Dorthonion）東北部。拉德羅斯一度短暫地成為比歐族（House of Bëor）。班戈拉赫戰役（Dagor Bragollach）時期，魔苟斯 （Morgoth）佔領了拉德羅斯。
拉德羅斯在歷史上有三位統治者：波羅莫（Boromir）、貝國爾（Bregor）及貝國拉斯（Bregolas）。嚴格地說，貝國拉斯的兄弟巴拉漢（Barahir）也是拉德羅斯的統治者，但他並沒有管治拉德羅斯。在貝國拉斯統治時期，魔苟斯在班戈拉赫戰役中征服了多索尼安及拉德羅斯，貝國拉斯戰死。巴哈漢的其十二個親信成為流放者。他們在拉德羅斯南部邊界附近隱匿在塔恩阿伊魯銀（Tarn Aeluin），伺機攻擊魔苟斯的軍隊。但他們被戈林（Gorlim）背叛了，除了貝倫（Beren）向南逃遁後，全都被殺。此後，拉德羅斯都置於魔苟斯的控制下，直至第一紀元末陸沉。